# 블루미
블루미는 대한민국의 음악 그룹이다. 2016년 싱글 [Blooming Day]로 데뷔했다.

## 음반
- Blooming Day (2016)

## 공연
- 2016 SGC SUPER LIVE 10회 (2016)
- 제11회 서울걸즈컬렉션 SGC SUPER LIVE (2016)